# Icosano
El Icosano (también llamado eicosano) es un alcano con la fórmula química C20H42 que puede ser utilizado para almacenar energía térmica y controlar la temperatura. Tiene 366.319 isómeros.
El tamaño, estado o inactividad química del icosano no lo excluye de los rasgos que tienen sus contrapartes más pequeñas de alcano. Es una molécula incolora, no polar, casi no reactiva excepto cuando se quema. Es menos densa e insoluble en agua. Su rasgo no polar significa que solo puede realizar enlaces intermoleculares débiles (hidrófobo/fuerza de van der Waalss).
La transición de fase del icosano a una temperatura moderada lo convierte en un candidato de material de cambio de fase o PCM, que puede ser utilizado para almacenar energía térmica y controlar la temperatura.

## Producción y síntesis
La licuefacción directa del carbón proporciona la mayor variedad de hidrocarburos saturados. El proceso Fischer-Tropsch produce alcanos a partir de gas de síntesis (CO + H2) en el rango de C1 a C30 o superior dependiendo del catalizador empleado: dependiendo del catalizador empleado, la síntesis produce hidrocarburos predominantemente líquidos en el rango de gasolina, junto con gases de C1 a C4 cuando se utilizan catalizadores a base de hierro, mientras que los catalizadores a base de cobalto producen hidrocarburos de cadena más larga en el rango de diésel y de ceras que a menudo se someten, dependiendo de la pizarra de los productos deseados, a un procesamiento posterior, especialmente para la generación de gasolina. Mientras que los catalizadores Fischer-Tropsch a base de hierro generan mezclas complejas que también incluyen hidrocarburos ramificados y olefínicos, los catalizadores a base de cobalto producen corrientes ricas en n-alcanos y, por lo tanto, son materias primas adecuadas para detergentes y productos de cera. 
Las fuentes adecuadas para los n-alcanos con más de seis átomos de carbono son las fracciones apropiadas de destilado de petróleo, a partir de las cuales se pueden aislar las n-parafinas en una alta pureza isomérica (95% de linealidad) mediante técnicas de separación selectiva, especialmente la destilación fraccionada. 

### Formulación del producto
Máximo grado pureza del icosano: Técnicamente puro (99+%).

## Usos
El Icosano tiene poco uso en la industria petroquímica, ya que su alto punto de inflamación lo convierte en un combustible ineficiente. El n-icosano (la cadena recta estructural del icosano) es el compuesto más corto que se encuentra en la cera de parafina que se usa para formar velas. También se utiliza en cosméticos, lubricantes, plastificantes

## Farmacología y bioquímica

### Absorción, distribución y excreción
Arthrobacter nicotianae KCC B35 aislada de esteras verde-azuladas que cubren densamente los sedimentos de petróleo a lo largo de la costa del Golfo Arábigo creció bien en los n-alcanos C10 a C40 como fuentes únicas de carbono y energía. El crecimiento en alcanos C20 a C40 fue incluso mejor que en alcanos C10 a C18. Las muestras de biomasa incubadas durante 6 horas con n-octacosano (C28) o n-nonacosano (C29) acumularon estos compuestos como alcanos constituyentes predominantes de las fracciones de hidrocarburos celulares. El hexadecano de cadena uniforme C16 y el pentadecano de cadena impar C15 fueron los segundos alcanos constituyentes dominantes en las células incubadas C28 y C29, respectivamente. Las células incubadas con n-hexadecano acumularon en sus lípidos mayores proporciones de ácidos grasos C16 que las células de control no incubadas con hidrocarburos. Por otro lado, las células incubadas C28 y C29 no contenían ningún ácido graso con las longitudes de cadena equivalentes, pero los patrones de ácidos grasos de los lípidos celulares sugieren que debería haber habido oxidación en la mitad de la cadena de estos alcanos de cadena muy larga. Esta actividad califica a A. nicotianae KCC B35 para su uso en cócteles en ambientes biorremediadores contaminados con sedimentos de petróleo pesado.
El Hígado, corazón, riñones, músculo y tejido adiposo (perirrenal y c.s.c.) fueron recolectados de 6 animales para el análisis de su composición de hidrocarburos. Las determinaciones cualitativas y cuantitativas se realizaron mediante cromatografía de gases y cromatografía de gases combinada con espectrometría de masas. Aunque difieren en las proporciones, se encontró una serie homóloga de n-alcanos que van desde n-C12-n-C31 en todas las muestras. También se identificaron los hidrocarburos isoprenoides fitano y fiteno (fit-1-eno y fit-2-eno). (Estos hallazgos tienen relevancia para la salud de los seres humanos que consumen carnes contaminadas con hidrocarburos.) 

## Salud y destino ambiental

### Toxicidad en humanos
No se dispone de datos.

### Toxicidad en animales
La adición de cantidades crecientes de eicosano al tensioactivo para ratones aumenta la compresibilidad de la superficie a 30 mN/m durante la segunda compresión, lo que sugiere que la deposición de nanopartículas ricas en alcano sobre los tensioactivos pulmonares puede estar relacionada con la disfunción de la actividad del tensioactivo durante la respiración. Se realizó una relación de actividad estructural de n-alcanos puros en un modelo de edema de oreja de ratón para investigar el mecanismo de irritación acumulativa.

### Información ecológica

#### Destino ambiental

##### Destino terrestre
Basado en un esquema de clasificación, un valor Koc estimado de 5.9X10+5, determinado a partir de un método de estimación de la estructura, indica que se espera que el eicosano permanezca inmóvil en el suelo. Se espera que la volatilización del eicosano de las superficies húmedas del suelo sea un proceso de destino importante dada una constante estimada de la Ley de Henry de 90 atm-cu m/mol, utilizando un método de estimación de constante de fragmentos. Sin embargo, se espera que la adsorción al suelo atenúe la volatilización. No se espera que el eicosano se volatilice de las superficies secas del suelo basado en una presión de vapor de 4.62X10-6 mm Hg a 25 grados C. Utilizando la prueba japonesa MITI, el eicosano alcanzó el 89% de su DBO teórico en 4 semanas. El eicosano logró una biodegradación de 6 a 27% después de 28 días en los inóculos de sedimentos y agua marina, lo que indica que la biodegradación es un importante proceso de destino ambiental en el suelo.

##### Destino acuático
Basado en un esquema de clasificación, un valor Koc estimado de 5.9X10+5, determinado a partir de un método de estimación de la estructura, indica que se espera que el eicosano se adsorba a los sólidos y sedimentos en suspensión. La volatilización de las superficies de agua puede ocurrir basada en una constante estimada de la Ley de Henry de 90 atm-cu m/mol, usando un método de estimación de la constante de fragmentos. Usando esta constante de la Ley de Henry y un método de estimación, la vida media de volatilización para un río y lago modelo es de 1.7 horas y 6.7 días, respectivamente. Sin embargo, se espera que la adsorción al suelo atenúe la volatilización. La vida media estimada de volatilización de un estanque modelo es superior a 2 años si se considera la adsorción. Según un esquema de clasificación, un FBC estimado de 94, a partir de un log Kow estimado de 10,16 y una ecuación derivada de regresión, sugiere que el potencial de bioconcentración en organismos acuáticos es moderado. El eicosano tiene una vida media calculada de 2,8 días en agua de estanque no aclimatada, lo que indica que la biodegradación es un importante proceso de destino ambiental bajo ciertas condiciones en el agua.

##### Destino atmosférico
De acuerdo con un modelo de partición de gas/partícula de compuestos orgánicos semivolátiles en la atmósfera, el eicosano, que tiene una presión de vapor de 4.62X10-6 mm Hg a 25 grados C, existirá tanto en la fase de vapor como en la de partículas en la atmósfera ambiente. El eicosano en fase de vapor se degrada en la atmósfera por reacción con radicales hidroxilo producidos fotoquímicamente; la vida media de esta reacción en el aire se estima en 15 horas, calculada a partir de su constante de velocidad de 2,52X10-11 cm/cm3/molécula-seg a 25 °C, que se derivó utilizando un método de estimación de la estructura. El eicosano en fase de partículas puede eliminarse del aire por deposición en húmedo y seco. El eicosano no contiene cromóforos que se absorben a longitudes de onda >290 nm y, por lo tanto, no se espera que sea susceptible a la fotólisis directa de la luz solar.

#### Exposición
La exposición ocupacional al eicosano puede ocurrir a través de la inhalación y el contacto dérmico con este compuesto en los lugares de trabajo donde se produce o utiliza el eicosano. Los datos del seguimiento indican que la población en general puede estar expuesta al eicosano por inhalación del aire ambiente, ingestión de alimentos y contacto dérmico con agua contaminada por efluentes de combustión. El mayor potencial de exposición cutánea y por inhalación se espera durante el uso de productos derivados del petróleo que contengan eicosano.

## Nombre
La IUPAC recomienda actualmente icosano, mientras que Chemical Abstracts Service y Beilstein utilizan eicosano.